# Ушарал
Ушара́л (каз. Үшарал) — місто, центр Алакольського району Жетисуської області Казахстану. Адміністративний центр Ушаральської міської адміністрації.
Населення — 21122 особи (2021; 15991 у 2009, 15379 у 1999, 17908 у 1989).

## Історія
У радянські часи місто називалось Учарал. Статус міста з 1984 року. 2010 року до складу міста було включене село Талапкер (колишня назва — Новостройка).